# Théorie de l'action raisonnée
La théorie de l’action raisonnée (TAR) est un modèle de psychologie sociale. Cette théorie est aussi utilisée en communication comme théorie de la compréhension. La TAR a été développée par Martin Fishbein et Icek Ajzen en 1967 et trouve son origine dans de précédentes recherches qui ont débuté avec la théorie de l’attitude. La TAR a pour but d’expliquer la relation entre attitude et comportement au sein de l’action humaine. Elle est utilisée pour prévoir comment les individus vont se comporter en fonction de leurs attitudes préexistantes et de leurs intentions comportementales. La décision de l’individu de s’engager dans un comportement particulier est fondé sur les résultats que l’individu espère atteindre à la suite de l’exécution du comportement.

## Histoire
En 1985, Ajzen a élargi la TAR (Théorie de l’action raisonnée) à la théorie du comportement planifié (TCP). Cette théorie suppose un important contrôle comportemental. Ce supplément a été mis en place pour prendre en considération des moments où les gens ont la volonté de mener le comportement. Cependant, le comportement réel est neutralisé pour des raisons subjectives et objectives. Dans la théorie du comportement planifié, l'attitude, les normes subjectives et le contrôle du comportement ont des «effets importants mais différemment pondérés sur l'intention de la personne de se comporter». Malgré l'amélioration, il est proposé que la TAR et la TCP ne fournissent un compte rendu des déterminants du comportement que lorsque les modalités de traitement sont simples. 

## Description
La TAR sert à comprendre le comportement volontaire de l’individu. Les idées contenues dans la TAR sont en lien avec la motivation de base d’un individu à effectuer une action. Selon cette théorie, l’intention d’accomplir un certain comportement précède le comportement réel. Il s’agit donc d’une intention comportementale et résulte de la conviction que l’exécution du comportement mènera à un résultat spécifique. La TAR suggère que des intentions plus fortes conduisent à un effort accru pour effectuer le comportement, ce qui augmente également la probabilité que le comportement soit effectué.

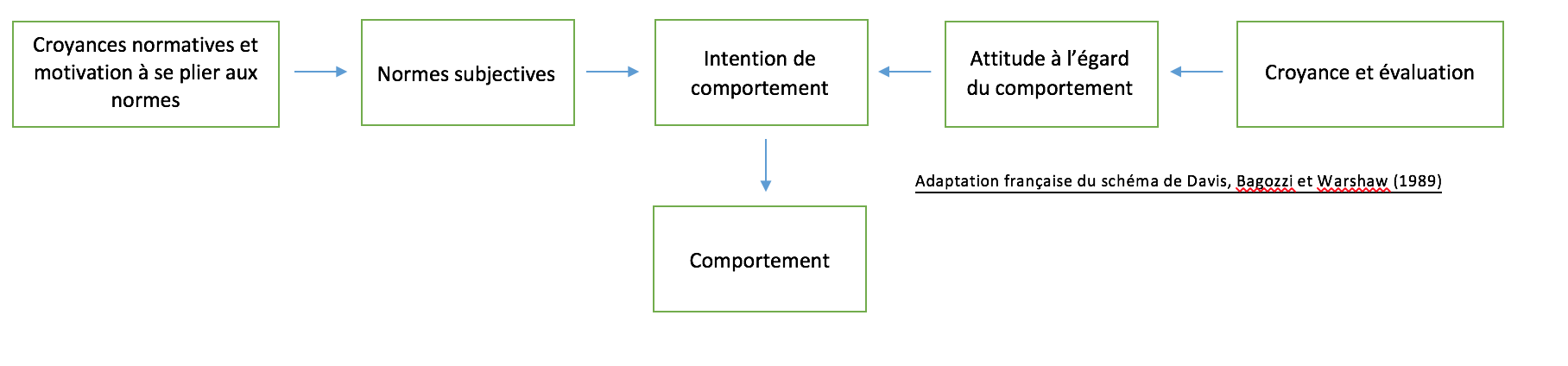
Adaptation française du schéma de Davis, Bagozzi et Warshaw (1989)

### Facteurs
L’intention comportementale est fonction de l’attitude comportementale et des normes subjectives vis-à-vis de ce comportement. Cependant, il est peu probable que les attitudes et normes subjectives soient pondérés de manière égales dans la prédiction du comportement. Selon l’individu et la situation, ces facteurs peuvent avoir des impacts différents sur l’intention comportementale, donc une importance associée à chacun de ces facteurs.

### Formule
Dans sa formule la plus simple, la TAR est exprimée comme l’équation suivante :
{\displaystyle IC=\left({AC\times IP}\right)+\left({NS+IP}\right)}
Avec :
- {\displaystyle {IC}} : intention comportementale ;
- {\displaystyle {AC}} : attitude comportementale ;
- {\displaystyle {NS}} : norme subjective ;
- {\displaystyle {IP}} : pondération déterminée empiriquement.

### Critères
Les théoriciens [Qui ?]notent qu’il existe trois critères qui peuvent affecter la relation entre intention comportementale et comportement effectué : 
1. Le premier critère est la correspondance entre la mesure de l’intention et le niveau de spécificité. Cela signifie que pour prédire un comportement spécifique, l’intention comportementale doit être également spécifique[8].
2. Le deuxième critère repose sur la stabilité de l’intention entre le moment où elle est donnée et le moment où le comportement est effectué.
3. Le troisième critère correspond au degré auquel l’exécution de l’intention est sous le contrôle volontaire de l’individu[9].

### Nuance
La distinction entre une intention de but et une intention de comportement concerne la capacité à réaliser son intention, ce qui implique de multiples variables, créant ainsi une grande incertitude. Azjen a reconnu que « certains comportements sont plus susceptibles de présenter des problèmes de contrôle que d'autres, mais nous ne pouvons jamais être absolument certains que nous serons en mesure de concrétiser nos intentions »[réf. nécessaire]. Vu sous cet angle, il apparaît clairement qu’une intention est un but dont la réalisation est sujette à un certain degré d'incertitude.

## Application
La théorie de l'action raisonnée a été développée dans de nombreuses études comme cadre pour analyser des comportements particuliers tels que le comportement de communication (blogs) ou la divulgation d'information privées en ligne. De nombreux chercheurs utilisent la théorie pour étudier les comportements liés à des risques et dangers élevés, ainsi que des comportements déviants. En revanche, certaines recherches ont appliqué la théorie à des types d'action plus normatifs et rationnels. Cependant la plupart des études prennent en compte l'intention, du fait de son rôle prépondérant dans la théorie.    

## Critiques
Selon Fishbein et Ajzen, une mesure de l’intention comportementale prédira la performance du comportement sauf si l’intention change avant l’exécution ou si la mesure de l’intention ne correspond pas au critère comportemental en termes d’actions, de cibles, de contextes, ou de spécificités. Le modèle de la TAR a été contesté par des études concernant sa limitation et son inadéquation. 
Le principal problème de la TAR est l’ignorance des liens entre les individus, à la fois les relations interpersonnelles et sociales dans lesquelles ils agissent, et les structures sociales qui régissent la pratique sociale. Bien que la TAR reconnaisse l’importance des normes sociales, les stratégies se limitent à la prise en compte des perceptions individuelles de ces phénomènes sociaux. La croyance, les attitudes et les compréhensions de l’individu sont des activités, donc la distinction des deux acteurs est ambiguë. De plus, le changement social est collectif plutôt qu’individuel. La TAR ne parvient pas à saisir les processus sociaux et la nature sociale du changement : un modèle dans lequel les gens s’approprient collectivement et construisent de nouvelles pratiques. 
De plus, l’étendue du comportement passé tend également à réduire l’impact de l’intention sur le comportement à mesure que l’habitude augmente. Graduellement, la performance du comportement devient moins un comportement rationnel qu’appris. En outre, l’intention semble avoir un effet direct sur le comportement principalement à court-terme. Par ailleurs, l’analyse de ce modèle soulève également des préoccupations. Le modèle met l’accent sur la vérité analytique plutôt que sur la vérité synthétique. Par conséquent, les conclusions découlant de ces applications sont souvent vraies par définition plutôt que par observations ce qui rend le modèle infalsifiable. Les variables de l'attitude envers un comportement et des normes subjectives varient également d’une culture à l’autre tandis que le processus par lequel le comportement engagé reste le même. Dans une culture différente, les gens considèrent différemment ce que les autres pensent de leur comportement, de sorte que le poids accordé aux variables correspondantes varie également.

## Voir également